# Lanifa Camara
Lanifa Camara (Conakry, 3 ottobre 1986) è un ex calciatore guineano, di ruolo difensore o centrocampista.

## Carriera

### Club
Ha giocato nel campionato belga.

### Nazionale
Ha esordito in nazionale nel 2012.